# A passo di gambero - Guerre calde e populismo mediatico
A passo di gambero. Guerre calde e populismo mediatico è un libro di Umberto Eco pubblicato nel 2006 dalla casa editrice Bompiani.
In esso sono raccolti i testi di diverse conferenze e articoli dell'autore apparsi soprattutto su La Repubblica e L'Espresso nel periodo tra il 2000 ed il 2005.
Il libro è diviso in otto capitoli (La guerra, la pace ed altro; Cronache di un regime; Ritorno al grande gioco; Il ritorno alle crociate; La summa ed il resto; La difesa della razza; Cerchiamo almeno di divertirci; Il crepuscolo di inizio millennio).
Essi trattano vari argomenti di attualità legati tutti da un pensiero dell'autore, che afferma che è come se "la Storia, affannata per i balzi fatti nei due millenni precedenti, si riavvoltoli su se stessa, marciando velocemente a passo di gambero".

## Edizioni
- Umberto Eco, A passo di gambero, Bompiani, 2006,  pp. 349, cap. 8.